# Couplet

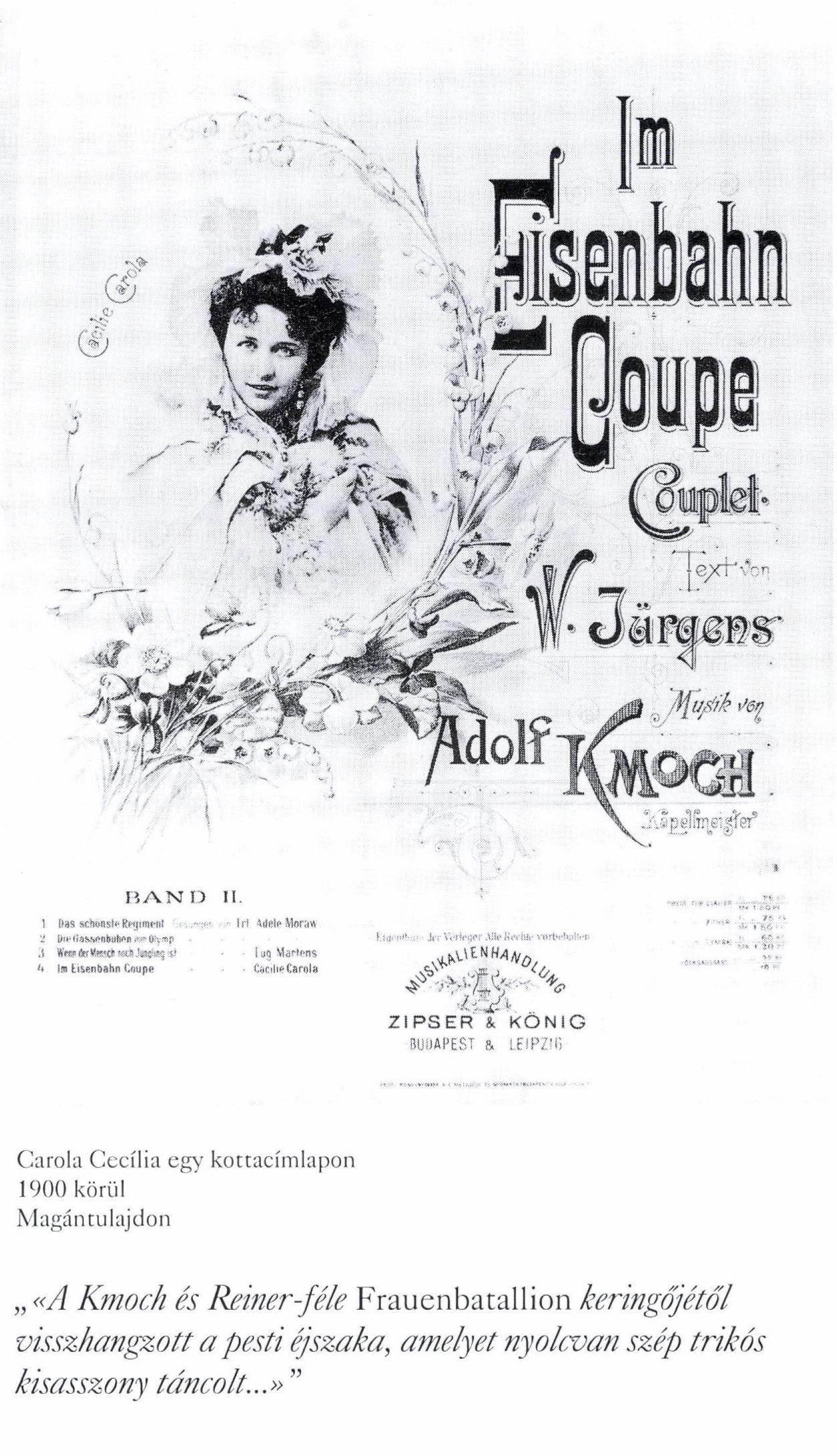
Das Couplet „Im Eisenbahn Coupe“ von W. Jürgens und Adolf Kmoch mit der Schauspielerin Carola Cecília

Ein Couplet (französisch couplet „Zeilenpaar“) ist ein mehrstrophiges witzig-zweideutiges, politisches oder satirisches Lied mit markantem Refrain. In der Musik bezeichnet das Couplet außerdem die Strophenteile eines Rondos, die sich mit dem wiederkehrenden Refrain oder Ritornell abwechseln.
Das Wiener Couplet ist ein Bühnenlied in den Stücken des Alt-Wiener Volkstheaters von Johann Nepomuk Nestroy und Ferdinand Raimund.

## Entwicklung
Das Wort Couplet bezeichnete seit dem 14. Jahrhundert die Zwischenstrophe eines Solisten zwischen chorischen Kehrreimen.
Seit dem 17. Jahrhundert bekam Couplet die allmähliche Bedeutungseinschränkung auf eine Strophe heiteren Inhalts. Im Rondeau der französischen Instrumentalmusik des 17./18. Jahrhunderts sind Couplets die wechselnden Abschnitte zwischen Refrain oder Reprise (auch grand couplet). Die öffentlich gesungenen Couplets entstanden auf den Pariser Jahrmärkten. 
Seit dem 18. Jahrhundert war das Couplet eine vokale Gattung und wurde in verschiedene Theatergattungen integriert, so in Vaudevilles, Opéras comiques, Singspielen und Possen mit Gesang sowie Operetten französischer und Wiener Provenienz. Durch instrumentale Ritornelle strukturiert und in Strophen unterschiedlicher Verslänge gegliedert, die – auf dieselbe Melodie vorgetragen – mit einem pointierten Refrain schließen. Der Inhalt eines Couplets ist frivol oder intellektuell und behandelt Themen mit spöttischer Distanz. Beim Chanson dagegen stehen Erleben und Stimmungen im Vordergrund.

## 19. Jahrhundert
Das Wiener Couplet in der ersten Hälfte des 19. Jahrhunderts ist eine Spezialform des Couplets innerhalb des Alt-Wiener Volkstheaters, bei der der Schauspieler aus der Rolle tritt und eine Interaktion mit dem Publikum beginnt. Literarische Vollendung erfuhr es in den Werken Ferdinand Raimunds und Johann Nestroys. Die tagesaktuellen Zusatzstrophen solcher Couplets setzten die Darsteller manchmal einem Duell mit der Zensur im Metternich’schen Regime aus (vgl. Metternichsches System).
Auch die spätere Wiener Operette gegen Ende des 19. Jahrhunderts enthielt Couplets, bei denen sich das Schwergewicht jedoch vom Text auf die Musik verlagerte; die Musik wurde wichtiger und die Texte unverbindlicher. Beispiele sind das Couplet ’s ist mal bei mir so Sitte des Prinzen Orlofsky aus Die Fledermaus (1874) von Johann Strauss, das Couplet von Kálmán Zsupán aus der Operette Der Zigeunerbaron oder das Couplet Ach ich hab sie ja nur auf die Schulter geküßt in Carl Millöckers Der Bettelstudent. Gegenüber dem klassischen Wiener Couplet, das im Regelfall männlichen Figuren vorbehalten ist, wird das Operetten-Couplet auch von Frauen vorgetragen. In bewusster Abhebung von der französischen Operette wählten die Komponisten der Wiener Operette nach Johann Strauß wie Leo Fall und Emmerich Kálmán im frühen 20. Jahrhundert alternative Bezeichnungen. Felix Salten verwendete das Couplet in seinem Wiener Volksstück Der Gemeine (1901).

## 20. Jahrhundert
Im Zusammenhang mit Music Hall und Revue nach 1900 erlebte das Couplet eine Hochzeit als Publikumsmagnet. Auf Bühnen z. B. in München, Berlin, Wien, Paris, London und New York City wurden mit Couplets Begebenheiten aus Alltag und Politik Objekt von Satire. In dieser Zeit entstand beispielsweise am Berliner Kabarett Die bösen Buben das Couplet Und Meyer sieht mich freundlich an (M: Leo Fall, T: Rudolf Bernauer), das von dem Wiener Komiker und Operettensänger Joseph Giampietro vorgetragen wurde und von Kurt Tucholsky rund zwanzig Jahre später als das „klassische Berliner Couplet“ bezeichnet wurde.
Im 20. Jahrhundert wurde das Couplet in der alten Form noch von Felix Salten verwendet („Der Gemeine“, 1901), aber auch von Karl Kraus in „Die letzten Tage der Menschheit“ („Lebenslängliches Couplet“ von Kaiser Franz-Josef, „Couplet des Schwarz-Drucker“, „Das Lied des Alldeutschen“, die Couplets von Roda Roda, Ludwig Ganghofer und Hirsch) sowie „Couplet Macabre“ (1919), „Höllisches Couplet“ (in „Die Unüberwindlichen“, 1928), aber auch verschiedene Couplets mit wörtlichen Refrains aus Stücken von Johann Nestroy (wie „Der Talisman“, „Der böse Geist Lumpazivagabundus“ und „Der Zerrissene“) und Hanns Eisler („Couplet vom Zeitfreiwilligen“, 1928). Schon bei Eisler klingt das Couplet anders, als man es von den Komponisten des Alt-Wiener Volkstheaters gewohnt ist, in der Musik zu „Die letzte Nacht“ von Karl Kraus (1929) etwa im Marschrhythmus und in Moll.
Walter Mehring verwendete die Kunstform des Couplets wie auch die Dadaisten („Berlin simultan: erstes Original-dada-couplet“). Der Begriff Couplet wurde bald von der Bezeichnung Chanson abgelöst und fand vor allem im Kabarett und auf Kleinkunstbühnen Verwendung, wo es neben dem Chanson eine selbstständige Gesangsnummer war. Dort konnte es durch die Aufhebung der Zensur nach dem Ersten Weltkrieg eine neue kritische Schärfe entfalten. Als Autoren haben sich Karl Farkas, Fritz Grünbaum, Armin Berg hervorgetan. Von Joachim Ringelnatz gibt es das Laufschritt-Couplet (1923) Kurt Tucholsky beschrieb 1919 das Couplet – hier schon mit den Eigenschaften des Chansons – in seinem Aufsatz Die Kunst des Couplets im Berliner Tageblatt (18. November 1919):

„Das Couplet hat seine eigenen Gesetze. Es muß zunächst einmal mit der Musik völlig eins sein (das ist eine große Schwierigkeit), und dann muß es so aus dem Geist der Sprache heraus geboren sein, dass die Worte nur so abrollen, dass nirgends die geringste Stockung auftritt, dass die Zunge keine Schwierigkeiten hat, die Wortfolge glatt herunterzuhaspeln.“

 Er verlangte für die Autorenschaft „Gesinnung, Geschmack und großes Können“.
In politischer Form wurde das Couplet am Theater dann vor allem von Bertolt Brecht als „Song“ im „epischen Theater“ weitergeführt. Bei Brecht traten die Darsteller im „Verfremdungseffekt“ aus der Handlung und stellten vor einem Vorhang und mit „Songbeleuchtung“ Reflexionen an (z. B. im „Lied über die Unzulänglichkeit menschlichen Strebens“ in der Dreigroschenoper, 1929). Brecht wollte so das Publikum „über die Bewußtseinsstufe seiner Figuren heben“, Brechts Schriftstellerkollege Friedrich Wolf nannte es „die unmittelbare Einbeziehung des Zuschauers in das Spiel“.
Ein Meister des Berliner Couplets war Otto Reutter. Er hat über tausend Couplets geschrieben und in den 1920er- und 1930er-Jahren unzählige Couplets zum Besten gegeben, von denen manche Titel geflügelte Worte wurden, wie Mir ham ’se als jeheilt entlassen, In fünfzig Jahren ist alles vorbei. 
In Leipzig komponierte und trat Paul Preil auf.
In Hamburg erlangte das Couplet durch die Auftritte volkstümlicher Gesangshumoristen wie Hein Köllisch, Gebrüder Wolf und Charly Wittong große Popularität. Sie belegten gängige Schlager mit neuen, witzigen Texten, meist auf Plattdeutsch. Noch heute gibt es in jeder Pfingstausgabe des Hamburger Abendblatts eine Kostprobe aus dem Couplet De Pingsttour (Köllisch), aus dem die Verse An de Eck von de Steenstroot (Wittong) oder An de Eck steiht’n Jung mit’n Tüdelband (Wolf/Walter Rothenburg) stammen. Die Volkssänger verkauften ihre Couplets auch auf der Straße als Fliegende Blätter (Köllisch-Couplets: 10 verschiedene für 5 Mark franko).
Karl Valentin ging in der bayerischen Ausformung des Couplets Volkstümlichkeiten auf den Grund und spielte kunstfertig mit den Regeln der Sprache (Chinesisches Couplet, Futuristisches Couplet). Weitere bayerische Couplet-Künstler waren Papa Geis und Weiß Ferdl.
Theodor W. Adorno gab 1936/1937 folgende Auffassung des Couplets: „Der intendierte, vom Publikum wohl auch geleistete unbewusste Vorgang ist demnach zunächst der der Identifizierung. Das Individuum im Publikum erlebt sich primär als Couplet-Ich, fühlt dann im Refrain sich aufgehoben, identifiziert sich mit dem Refrainkollektiv, geht tanzend in dieses ein und findet damit die sexuelle Erfüllung.“ 
Nach dem Zweiten Weltkrieg wurde das Couplet durch Georg Kreisler, Gerhard Bronner und Helmut Qualtinger im Wiener Kabarett profiliert, etwa in Der g’schupfte Ferdl und Der Wilde mit seiner Maschin’. Das Couplet Der Papa wird’s schon richten aus dem Programm „Spiegl vorm Gsicht“ führte 1959 zum Rücktritt des damaligen Nationalratspräsidenten Felix Hurdes.
Die Couplet-AG (gegründet 1991 unter dem Namen Der Couplet-Wahnsinn) ist eine bayerische Musikkabarettgruppe, die es sich zum Ziel gesetzt hat, die traditionellen bayerischen Couplets in Verbindung mit Kabarett zu erhalten und neu aufleben zu lassen.
Für den Film eignet sich das Couplet nicht, weil die Interaktion mit dem Publikum fehlt.